# Latarnia Morska Gąski

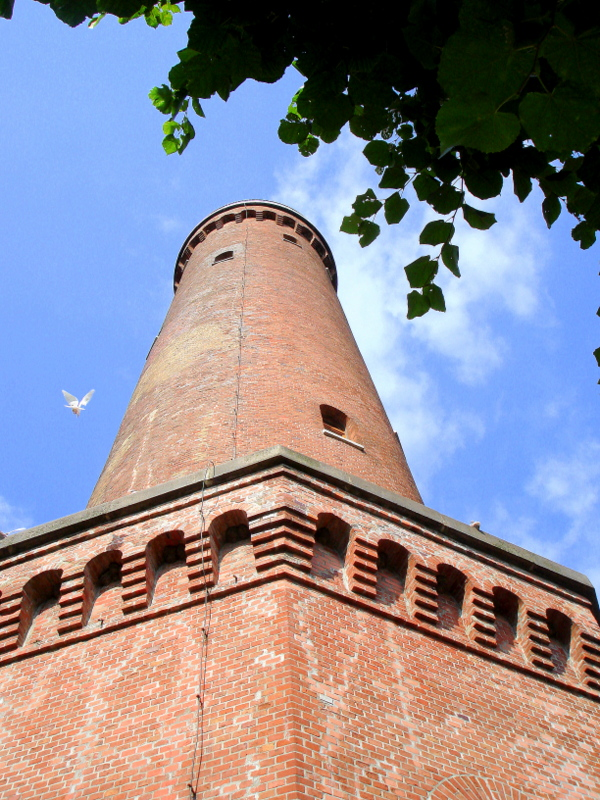
Latarnia Morska Gąski

Latarnia Morska Gąski – latarnia morska na Wybrzeżu Słowińskim, nad Morzem Bałtyckim, położona w woj. zachodniopomorskim, powiecie koszalińskim, gminie Mielno, we wsi Gąski.
Latarnia znajduje się pomiędzy Latarnią Morską w Kołobrzegu (około 22 km na zachód) a Latarnią Morską w Darłowie (około 40 km na wschód).

## Informacje ogólne
Latarnia jest administrowana przez Urząd Morski w Szczecinie (przed 1 kwietnia 2020 roku przez Urząd Morski w Słupsku) i jest udostępniona do zwiedzania.
Latarnia Gąski jest uznawana za miejsce graniczne Zatoki Pomorskiej. Obszar morski na wschód od latarni należy do właściwego Basenu Bornholmskiego (Niecki Wschodniobornholmskiej), a na zachód do Zatoki Pomorskiej.
Zespół latarni morskiej, obejmujący latarnię, dom latarników, stodołę, budynek inwentarski, ogrodzenie oraz mur zostały wpisane do rejestru zabytków.
Znajduje się tu jedna z 11 stacji brzegowych na polskim wybrzeżu systemu AIS-PL projektu HELCOM, który umożliwia automatyczne monitorowanie ruchu statków w strefie przybrzeżnej. Antena stacji w Gąskach ma wysokość 50 m.

## Dane techniczne
- Wysokość wieży: 49,80 m
- Wysokość światła: 51,10 m n.p.m.
- Zasięg nominalny światła: 23,50 Mm (43,522 km)
- Charakterystyka światła: Przerywane grupowe[4]
  - Okres: 15,0 s
  - Przerwa: 1,2 s
  - Światło: 2,5 s
  - Przerwa: 1,2 s
  - Światło: 2,5 s
  - Przerwa: 1,2 s
  - Światło: 6,4 s

Wyposażona w AIS MMSI 2614500

## Historia
Latarnię zbudowano w latach 1876–1878. Warty uwagi jest fakt, że materiały do jej budowy dowożono statkami i wyładowywano na specjalnie postawionym pomoście. Jest przykładem typowej trójczłonowej konstrukcji, której podstawą jest ośmiokąt o średnicy 11,3 metra, na nim opiera się okrągła wieża o grubych na 3,3 metra licowanych obustronnie ścianach. Pod kopułą w latarni umieszczono pierwotnie naftowy aparat Fresnela, który dawał białe światło naftowe o zasięgu 18 Mm. Latarnię obsługiwało dwóch latarników, którzy mieszkali w budynku położonym na południe od wieży. Według dokumentacji z roku 1927 w laternie zainstalowana została optyka zasilana energią elektryczną i urządzenie przesłonowe, regulowane mechanizmem zegarowym z wahadłem dla utrzymania charakterystyki światła. Ponownie uruchomiono ją po II wojnie światowej, w 1948 roku. Obecnie w laternie umieszczona jest soczewka pierścieniowo-bębnowa z 1500 W żarówką.

## Turystyka
Kompleks zabudowań latarni stanowi rzadko spotykaną całość o wysokich walorach historyczno-architektonicznych. Na terenie kompleksu umiejscowiły się punkty gastronomiczne, sprzedaży pamiątek oraz w niedalekiej odległości parking samochodowy, co przyczyniło się do określenia jej, jako „przyjazną dla turystów” i godną odwiedzin.
W pobliżu latarni znajduje się węzeł znakowanych szlaków turystycznych:
Szlaki piesze:
- Szlak Nadmorski

Szlaki rowerowe:
 EV10 Szlak Wokół Bałtyku
- Szlak Rowerowy Pałacowy

## W filatelistyce
Latarnia została przedstawiona na polskim znaczku pocztowym o numerze katalogowym 4092, wydanym przez Pocztę Polską w obiegu od 29 maja 2006 roku.

## Zdjęcia

Latarnia Morska Gąski
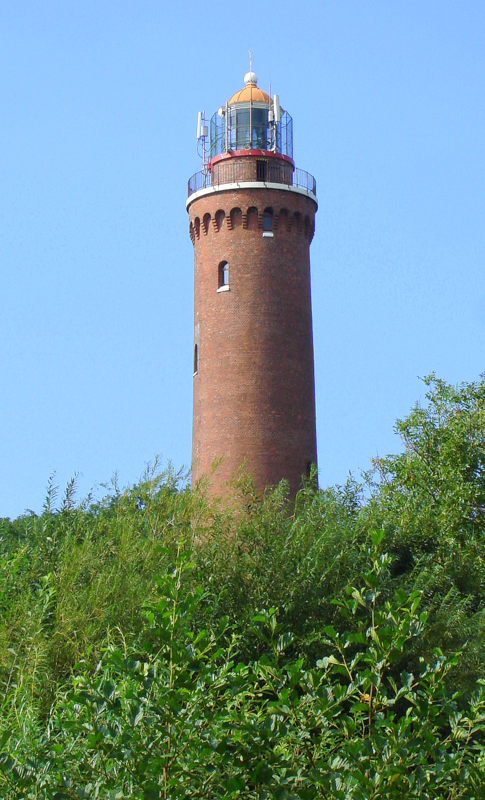
Latarnia Morska Gąski
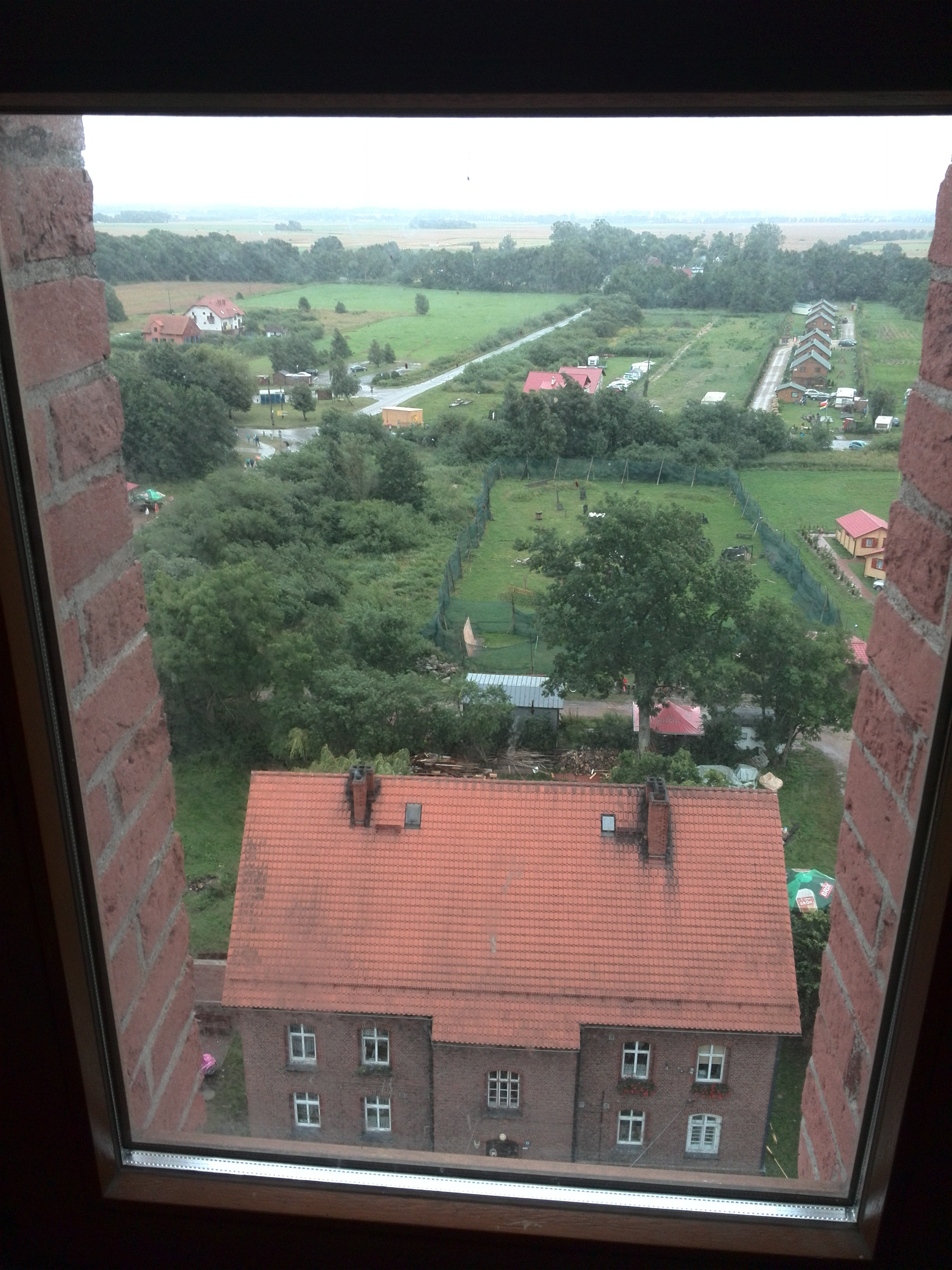
Latarnia Morska Gąski
- Latarnia Morska Gąski – widok z okna
- Światło latarni